# Silnice II/332
Silnice II/332 je silnice II. třídy, která vede z Lysé nad Labem do Krchleb. Je dlouhá 14 km. Prochází jedním krajem a jedním okresem.

## Vedení silnice

### Středočeský kraj, okres Nymburk
- Lysá nad Labem (křiž. II/272)
- Milovice (křiž. III/3316, III/3321)
- Zbožíčko
- Straky (křiž. III/3323, III/27212, III/3325)
- Krchleby (křiž. I/38)